# Nepomuki Szent János-kápolna (Dunakeszi)
A dunakeszi Nepomuki Szent János-kápolna vagy közismertebb nevén Lovaregyleti kápolna a Szent Imre-templom plébániáján, a mai Kápolna utca 12. szám alatt épült 1906-ban.

## Története

### Építése

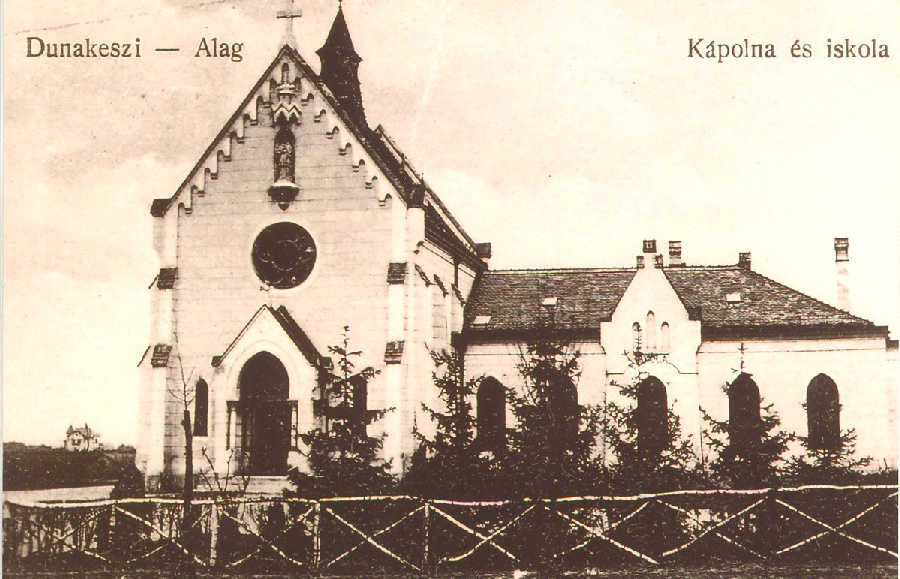
A kápolna az 1910-es években (Révész István Helytörténeti Gyűjtemény, RIHGY F XIII/6.)

A Nepomuki Szent János-kápolnát Révész István dunakeszi plébános kezdeményezésére, 1905–1906-ban építették. A plébános azért tett javaslatot kápolna építésére, mivel a lósport következtében jelentősen megnövekedett Alagnak nem volt sem kápolnája, sem temploma, a dunakeszi Szent Mihály-templom pedig messze volt, és a hívek sem fértek be a kis épületbe.
A kápolna felépítése három, Alagon sok időt eltöltő, illetve ott lakó, egymással rokonságban álló nemesi családnak, a Czirákyaknak, az Almássyaknak és a Pejacsevich családnak köszönhető, akik 200 000 aranykoronás alapítványt tettek a kápolna felépítésére. Ebből 100 000 aranykorona volt a kápolna és a mellette emelt, a lovászfiúk nevelését szolgáló elemi iskola felépítése, a másik 100 000 aranyforintot a Magyar Lovaregylet kezelésére bízták. Az összeg kamataiból a kápolna és az iskola működtetését kellett fedezni (például a harangozó és a tanító bérét).
A kápolnát gróf Pejacsevich János Nepomuk tiszteletére nevezték el Nepomuki Szent Jánosról.

### Felrobbanása
1952. szeptember 8-án következett be a második világháborút követő időszak legsúlyosabb veszteséggel járó tragédiája a település történetében. A Nepomuki Szent János-kápolna és a lelkészlakás közvetlen közelében nyári istállók voltak. Ezekben – a lakosság tudta nélkül – a szovjet katonai hatóságok lőszert tároltak. A szerencse a szerencsétlenségben az volt, hogy Vass Gyula plébános éppen a Szent Imre-templomban misézett, amikor a robbanás megtörtént. Az azt követő tűzvész híre a mise alatt érkezett meg a paphoz és a hívekhez. A robbanás óriási detonációval járt, amelyet a település valamivel háromnegyed 8 után észlelt. A nyári istállók melletti épületek szinte teljesen megsemmisültek. A kápolna tetőzete beszakadt, a mennyezet bedőlt az épületbe, az ablakok betörtek, a padok megsérültek, a márványoltár megrongálódott, még a sekrestye berendezése is elégett. A lelkészlakás három szobája, a plébános személyes tárgyai, ruhái és bútorzata a robbanásban szintén elpusztultak. Voltak, akik kihasználták a tragédiát: az értéktárgyakat és a plébánia kézipénztárában található összeget ismeretlen tettesek ellopták. Mindezek mellett a plébánia irattára és könyvtára is a tűz martalékává vált. A helyzet átmeneti rendezésére a plébános 15 000 forint segélyt kapott, ami nem oldotta meg lakhatási problémáit. Így a plébánia később további 10 000 forint segítséget kapott.

### Helyreállítása
1955. szeptember 1-jén Tamás Győző lett a Szent Imre-plébánia vezetője, aki működése első napjaiban, nagymisén jelentette be a híveknek: nem kisebb feladatot tűzött ki célul, mint a kápolna helyreállítását. A plébános (Historia Domusban ránk maradt) feljegyzései szerint a szentmise után megtelt emberekkel a sekrestye, a hívek azonnal felajánlásokat tettek. Ki pénzt adott, ki építőanyaggal, szakmunkával segítette a munkát. Ekkor készült el az oltár feletti festett üvegablak.
2001-ben és 2002-ben a Kulturális Örökség Minisztériumának, a Szociális és Családügyi Minisztériumnak, valamint a Széchenyi Terv pályázati támogatásával sikerült felújítani a kápolnát (és a hozzá tartozó plébániaépületet is). A hívek adományaiból pedig színes üvegablakok és a bejárat fölé mozaik készült.

## Leírása

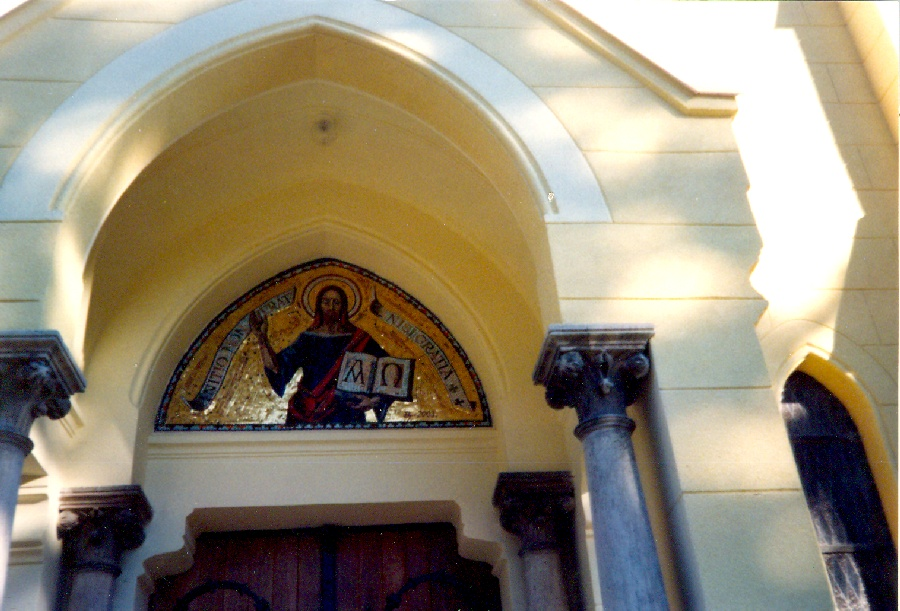
Mozaikkép a kápolna bejárata felett (Révész István Helytörténeti Gyűjtemény, RIHGY F VIII/103.)

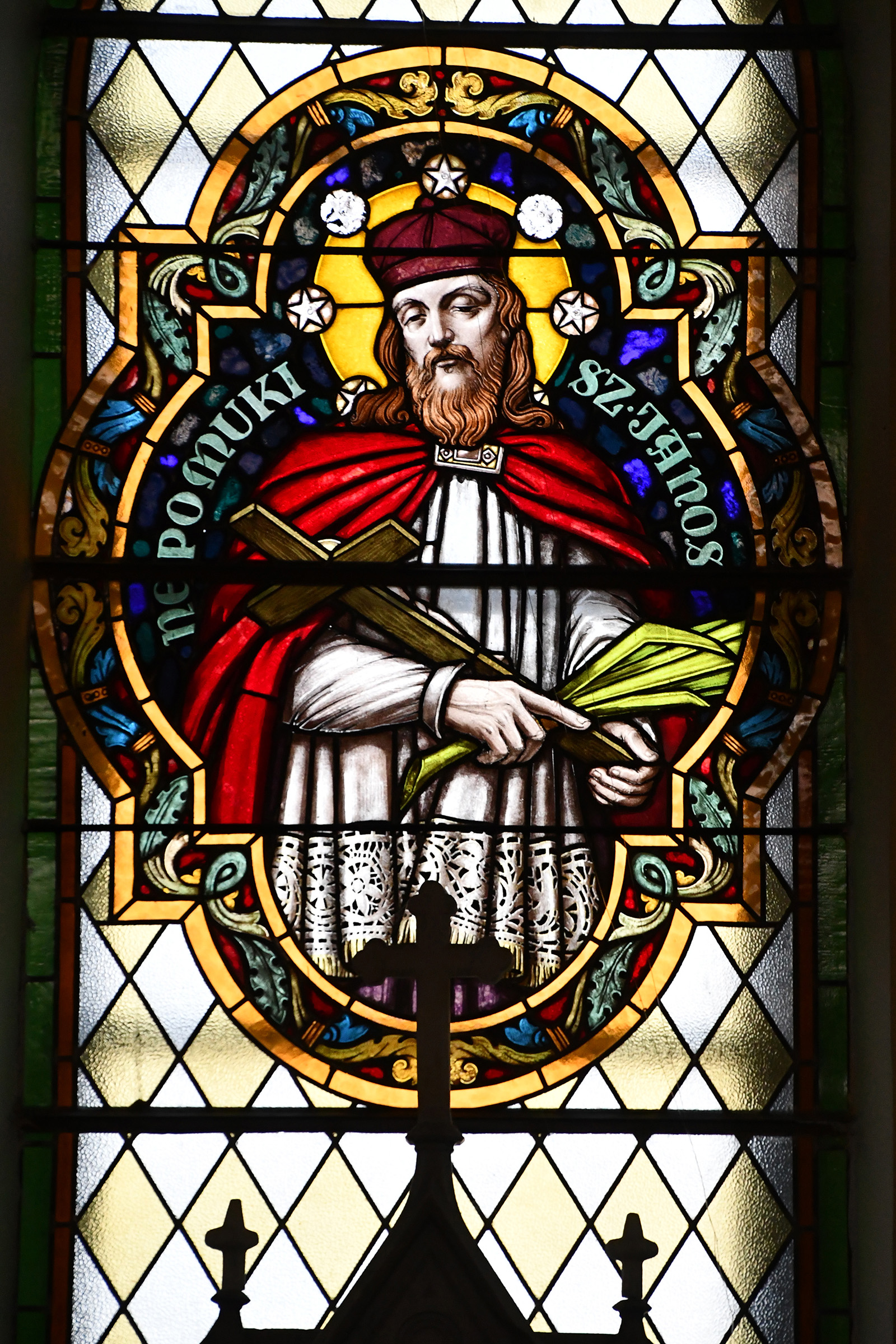
A névadót ábrázoló festett üvegablak

A bejárat feletti, A tanító Krisztus címet viselő mozaikot Tölg-Molnár Zoltán és Bráda Tibor festőművészek készítették. Felszentelésére 2003. november 4-én került sor.
A kápolna szentélyében, az ajtó felett, kisméretű boltívben elhelyezett freskó található, amely Szűz Máriát ábrázolja, kezében a kisded Jézussal. Szűz Mária válla felett két, tőle balra egy angyal figyeli a gyermeket. Az oltár felett Nepomuki Szent Jánost ábrázoló üvegablak látható. Az ablak Tamás Győző szolgálata alatt, az 1960-as években készült.

### Emléktáblák
A bejárattól jobbra Cziráky Johanna, gróf Pejacsevich Albert rövid házasság után elhunyt első feleségének emléktábláját találjuk. Felirata:
„Piae memoriae Johannae de Comitibus Cziráky filiae meae Carissimae 10. mensis Juli 1900 sacro martimonii vinculo junctea Adalberto de Comitibus Pejachevich quae 21. vitae suae annum agens 16 Martii 1901. mortalibus valedicit. Hunc posuit lapidem mater afflicta Elisabetha Comitissa Czyráky nata Almássy Vivas in Deo. Legkedvesebb leányom Czyráki Johanna emlékére, aki 1900. július 10-én 21 éves korában gróf Pejachevich Alberttal szentségi házasságot kötött, 1901. március 16-án az örök hazába költözött. Az emléktáblát a gyászoló édesanya. Czyrákyné gróf Almássy Erzsébet állíttatta.”

A bal oldalon a tragikus körülmények között, Szingapúr mellett, tengeri balesetben, 1909. szeptember 14-én elhunyt nászutas házaspár, gróf Beniczky István és gróf Waldeck Valéria emléktáblája áll. A táblát Beniczky István nagyanyja, gróf Almássy Kálmánné emeltette. Felirata:
„Örök emlékül szeretett unokámnak, Beniczky Istvánnak és nejének Waldeck Valéria grófnőnek, akik 1909. szeptember 14-én Singapore közelében halálukat lelték 26 és 23 éves korukban. Bánatos szívvel özv. gróf Almássy Kálmánné. Szent Angyalok vezessétek őket az Úr színe elé.”
 A kápolna külső falán látható a néhány hetes korában elhunyt Pejacsevich Károlyka emléktáblája. Édesapja Pejacsevich Albert, édesanyja Almásy Mária grófnő volt. Másodszülöttként, az 1915-ben született János után látta meg a napvilágot. Az emléktábla felirata:
„Károlyka 1916 júl. 17.–szept. 9.”